# Jerome H. Powell
Jerome Hayden Powell, född 4 februari 1953 i Washington, D.C., är en amerikansk jurist som är ordförande (centralbankschef) för USA:s centralbankssystem Federal Reserve System sedan den 5 februari 2018, när han efterträdde nationalekonomen Janet Yellen på positionen. Han har suttit som ledamot i centralbankens styrelse sedan den 25 maj 2012, när Powell blev bekräftad av USA:s senat på inrådan av USA:s 43:e president Barack Obama (D). Obamas utnämnande av Powell var den första sen 1988 att en president hade utsett en ledamot från ett annat parti än vad presidenten tillhörde, Powell är registrerad republikan.
Han har tidigare arbetat bland annat för senatorn Richard Schweiker (R); advokatbyrån Davis Polk & Wardwell; investmentbanken Dillon, Read & Co., bankkoncernen Bankers Trust, riskkapitalbolaget Carlyle Group och konsultföretaget Promontory Financial Group. Mellan 1990 och 1993 arbetade han också som statstjänsteman för USA:s finansdepartement och var först biträdande sekreterare för inhemsk finanssektor och sen undersekreterare för finans under de sista två åren.
Powell avlade en kandidatexamen i offentlig förvaltning vid Princeton University och en juris doktor vid Georgetown University Law Center.